# Urostachys albescens
Urostachys albescens là một loài thực vật có mạch trong Họ Thạch tùng. Loài này được (Bailey) Herter miêu tả khoa học đầu tiên năm 1950.